# Erioloides brevipennis
Erioloides brevipennis är en insektsart som först beskrevs av Ludwig Redtenbacher 1891.  Erioloides brevipennis ingår i släktet Erioloides och familjen vårtbitare. Inga underarter finns listade i Catalogue of Life.